# Lille soldat
|  | Denne artikel er oprettet af botten PalnaBot ud fra en ekstern database. Den kan derfor have sproglige fejl eller mangler. Denne skabelon kan fjernes efter kontrol af indholdet. |

Lille soldat er en film instrueret af Annette K. Olesen efter manuskript af Kim Fupz Aakeson.

## Handling
Lotte vender hjem fra endnu en mission som soldat, mærket af den krig hun har deltaget i. Hendes far, der er vognmand, tilbyder hende et job som chauffør for hans nigerianske kæreste, escortpigen Lily. Hverken Lotte eller Lily har den store interesse for den anden, de skal bare overleve. Men omstændighederne tvinger dem til at se hinanden som medmennesker og da Lotte langsom bliver vidne til Lilys liv, tager hun en beslutning, der ændrer fremtiden for dem begge.